# انتونیو لائو
انتونیو لائو (انگلیسی: Antonio Lao؛ زادهٔ ۱۷ ژانویهٔ ۱۹۸۴) بازیکن فوتبال اهل اسپانیا است.
از باشگاه‌هایی که در آن بازی کرده‌است می‌توان به باشگاه فوتبال سابادل اشاره کرد.